# تبرماهی نقره‌ای
تبرماهی نقره‌ای (نام علمی: Gasteropelecus levis) نام یک گونه از سرده تبرشکم‌ها است.